# 黑鄉旗
黑乡旗（Black Country flag）是英國英格蘭西米德兰兹郡黑乡的旗幟，於2012年開始使用。2012年4月，黑乡生活博物館發起了一項涉及黑乡標誌的活動，本次活動是響應議會旗幟與紋章委員會鼓勵當地社區制定自己的旗幟的倡議，也是2012年當地慶祝伊麗莎白二世的鑽禧和英國舉辦奧運会的一部分。旗幟的設計圖案來自於1862年美國駐伯明罕領事Elihu Burritt形容黑乡地區「日黑夜紅」的語錄，中央的白色部分則象徵当地的玻璃產業。